# Muriqui (futebolista)
Luiz Guilherme da Conceição Silva, mais conhecido como Muriqui (Mangaratiba, 16 de junho de 1986), é um futebolista brasileiro que atua como atacante. Atualmente, está sem clube.
Seu apelido é em homenagem ao distrito de Muriqui, no município de Mangaratiba, onde nasceu.

## Carreira

### Início
Revelado no Madureira, passou por outros clubes como Vasco da Gama, Paysandu, Iraty e Avaí. Voltou ao Madureira em 2008, sendo o grande nome do Tricolor Suburbano no Campeonato Carioca deste ano. Chegou ao Vitória, onde foi um dos reforços da equipe para o Brasileirão de 2008. No final da temporada, foi dispensado pelo rubro-negro baiano. Disputou o Campeonato Paulista de 2009 pelo Ituano.
Em 14 de abril de 2009, retornou ao Avaí para a disputa do Brasileirão, onde, no final do campeonato, foi considerado um dos destaques do time e o jogador mais "caçado", pois sofreu 139 faltas ao longo da disputa.

### Atlético Mineiro e Guangzhou Evergrande
No final do ano de 2009, foi anunciada a sua saída do clube catarinense. Logo após, foi confirmado como reforço do Atlético Mineiro para a temporada de 2010.
No dia 30 de junho de 2010, o Atlético Mineiro anunciou a venda do jogador para o futebol chinês, indo Muriqui atuar no Guangzhou Evergrande.
Estreou pelo clube chinês no dia 20 de julho de 2010, marcando quatro gols na vitória do seu time por 10 a 0 sobre o Nanjing Yoyo, pela segunda rodada do Campeonato Chinês. Com o passar do tempo, Muriqui foi se tornando o maior ídolo da história recente do Guangzhou.
Dentre outros títulos, foi campeão da Liga dos Campeões da AFC de 2013. Além do título, foi eleito melhor jogador e obteve a artilharia da Liga com 13 gols, sendo este o recorde de gols marcados em uma edição da competição.

### Al-Sadd
Jogador mais caro do elenco do Al-Sadd depois de Xavi, com contrato de 3 milhões de dólares (R$ 11,7 milhões) por temporada, Muriqui acabou perdendo espaço no time por causa do desempenho ruim da equipe na temporada. Sem lutar por títulos, o clube catari decidiu diminuir as despesas com o atacante.

### Tokyo

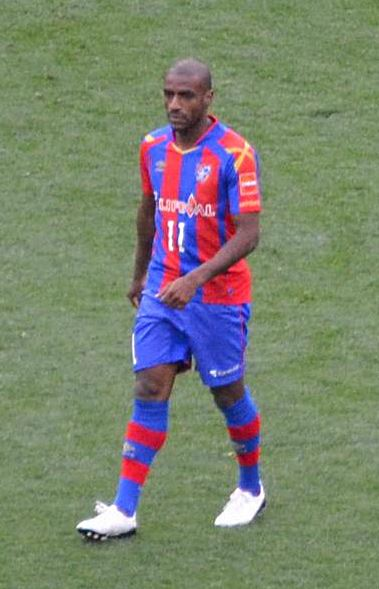
Muriqui atuando pelo Tokyo.

Em abril de 2016 foi emprestado pelo Al-Sadd ao FC Tokyo, do Japão.

### Retorno ao Vasco
No dia 5 de janeiro de 2017, o FC Tokyo liberou o jogador para acertar com o Vasco da Gama, sendo contratado pela equipe carioca com certo status e com a missão de resolver o problema no ataque da equipe, que só contava com três jogadores. Fez sua estreia diante do Barcelona de Guayaquil, em jogo válido pela Florida Cup, nos Estados Unidos.
Visivelmente fora de forma e sem ritmo de jogo, passou a ser duramente criticado por boa parte da torcida vascaína, o que fez com que perdesse espaço na equipe após a chegada do técnico Milton Mendes e a contratação do atacante Luís Fabiano. Com isso, Muriqui sequer era relacionado para os jogos.
No dia 10 de julho de 2017, sem chances no Vasco, Muriqui rescindiu seu contrato.

### Retorno à China
No dia 11 de julho de 2017 Muriqui acertou seu retorno ao Guangzhou Evergrande, da China, por onde passara entre 2010 e 2014. Logo em sua reestreia, no dia 1 de agosto, Muriqui marcou dois gols na goleada por 7 a 2 diante do Guangzhou R&F, válida pela Copa da China.

## Seleção Brasileira
Já jovem foi alvo de polêmicas entre o Vasco da Gama, seu então clube, e convocações para a Seleção Sub-20. O então presidente cruz-maltino, Eurico Miranda, tentou evitar que o atacante disputasse um torneio no Japão, pois tal faria o clube se desfalcar do jovem jogador. Assim, o atleta recebeu tratamento especial com a Amarelinha, sendo liberado para atuar pelos cariocas.

## Títulos
Madureira
- Taça Rio: 2006

Atlético Mineiro
- Campeonato Mineiro: 2010

Guangzhou Evergrande
- China League One (2ª divisão): 2010
- Superliga Chinesa: 2011, 2012, 2013
- Copa da China: 2012
- Supercopa da China: 2012
- Liga dos Campeões da AFC: 2013

Vasco da Gama
- Taça Rio: 2017

## Prêmios individuais
- Jogador do Ano (Confederação Chinesa de Futebol): 2011
- MVP (Jogador Mais Valioso) da Superliga Chinesa: 2011
- Seleção da Super Liga Chinesa: 2013
- Time dos Sonhos da Liga dos Campeões da AFC: 2013
- Melhor Jogador da Liga dos Campeões da AFC: 2013
- Melhor Jogador Estrangeiro da AFC: 2013

## Artilharias
Madureira
- Taça Guanabara: 2008 (7 gols)

Guangzhou Evergrande
- China League One: 2010 (14 gols)
- Superliga Chinesa: 2011 (16 gols)
- Copa da China: 2011 (4 gols)
- Liga dos Campeões da AFC: 2013 (13 gols)
- Maior Artilheiro do Guangzhou Evergrande (77 gols)